# Lac Pilhue
Le Lac Pilhue est un lac d'Argentine d'origine glaciaire situé dans le département d'Aluminé de la province de Neuquén, en Patagonie. 

## Géographie
Le lac est de type glaciaire et occupe l'ouest d'une vallée perpendiculaire à la Cordillère des Andes, ancien lit d'un glacier, dont la partie orientale est occupée par le lac Ñorquinco. Il s'étend du sud-ouest vers le nord-est sur une longueur de près de 2,5 kilomètres.

Le lac Pilhue fait partie du parc national Lanín. Il marque la limite nord du parc.
Tout proche de la frontière chilienne, il est situé 20 kilomètres au sud du lac Moquehue et 27 kilomètres au sud-ouest du lac Aluminé.

## Accès
L'accès au lac est très difficile. Il n'y a aucune route revêtue pour y parvenir. Il existe seulement un sentier au départ du lac Ñorquinco. Ce sentier est balisé, mais il faut cependant recourir à des guides pour l'utiliser .

## Hydrologie
Le lac Pilhue fait partie du bassin versant du fleuve río Negro. Son émissaire, le río Pilhue naît au niveau de son extrémité orientale. Il se jette dans le  lac Ñorquinco situé moins de cinq kilomètres à l'est. Plus loin, l'émissaire de ce dernier, le río Pulmari, se jette dans le río Aluminé qui lui-même conflue plus au sud avec le río Chimehuin.

## Forêt
Le lac Pilhue est entouré de tous côtés d'une superbe forêt andino-patagonique. Cette forêt est quasi vierge, n'ayant pas été altérée par la présence ou les activités humaines. La flore et la faune locales affichent donc un excellent état de conservation. Ses côtes n'ont pas de population permanente.